# Livingston Open 1989
Il Livingston Open 1989 è stato un torneo di tennis giocato sul cemento. È stata la 6ª edizione del torneo, che fa parte del Nabisco Grand Prix 1989. Si è giocato a Livingston negli Stati Uniti dal 7 al 14 agosto 1989.

## Campioni

### Singolare
Brad Gilbert ha battuto in finale  Jason Stoltenberg con il punteggio di 6–4, 6–4

### Doppio
Tim Pawsat /  Tim Wilkison hanno battuto in finale  Kelly Evernden /  Sammy Giammalva Jr. con il punteggio di 7–5, 6–3